# 斯托尼布魯克鎮區 (明尼蘇達州聖路易斯縣)
斯托尼布魯克鎮區（英語：Stoney Brook Township）是位於美國明尼蘇達州聖路易斯縣的一個行政鎮區。

## 地方資料
斯托尼布魯克鎮區的面積為92.86平方千米，當中陸地面積為90.59平方千米，而水域面積為2.27平方千米。根據2020年美國人口普查的數據，當地共有人口323人，而人口密度為每平方千米3.48人。